# Podlesí (Pošumaví)

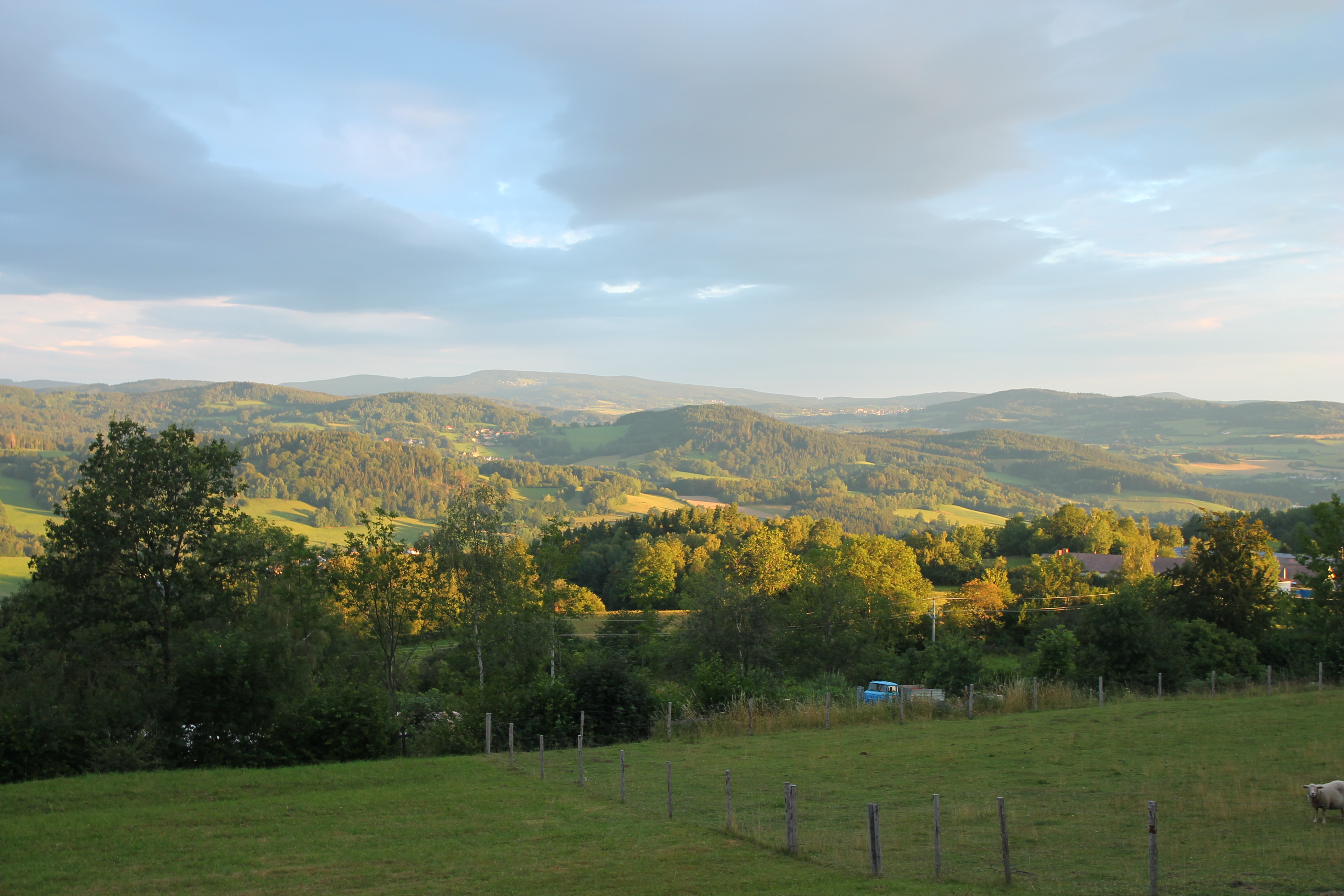
Typická krajina šumavského Podlesí, které vévodí vrchol Javorníku

Podlesí je označení pro část Šumavy a Pošumaví, která se rozkládá v Šumavském podhůří v oblasti vymezené přibližně toky řek Otavy a Volyňky.
Její jihozápadní hranice byla vymezena přechodem z podhorských do horských partií a hranicí původního českého a německého osídlení. Hraniční obcí tak byly Stachy a Zdíkov, ve vnitrozemí naopak Podlesí pozvolně přechází do Prácheňska. Kromě zmíněných obcí tvořily jeho součást obce Čestice, Nezdice na Šumavě, Soběšice, Strašín a Vacov. Podlesí se nachází mezi městy Sušice, Volyně a Vimperk, rozkládá se na území okresů Prachatice, Strakonice a Klatovy. Ústředním vrcholem je Javorník.
Oblast byla charakteristická nízkou zemědělskou produktivitou a drsnějším klimatem (většina leží v nadmořských výškách od 600 do 1000 m n. m.), její obyvatelstvo tak bylo poměrně chudé. Od poloviny 19. století do poloviny 20. století bylo charakteristickým způsobem obživy světáctví – světáci na jaře vyráželi pracovat „do světa“ – typicky do Rakouska či do Německa, výjimkou však nebyla ani vzdálenější místa. Kromě dělnických profesí se místní obyvatelé často živili i jako hudebníci.
Mezi obyvateli Podlesí vynikalo obyvatelstvo Stach, která si po dlouhá léta zachovalo větší svobodu (jakožto Králováci) a mluvilo taktéž odlišným nářečím.
Podlesí konce 19. století, jeho kulturu, nářečí, zvyklosti i příběhy zaznamenal spisovatel Karel Klostermann. Charakteristiky se též objevily v díle Cirkus Humberto Eduarda Basse, místní písně a zvyky sbíral Karel Weis.